# Arvid Hedvall
Johan Arvid Hedvall, född 18 januari 1888 i Skara, död 24 december 1974 i Göteborg, var en svensk kemist.

## Biografi
Hedvall disputerade 1915 vid Uppsala universitet. Efter en tid som lektor i kemi vid tekniska läroverket i Örebro 1919-29 blev Hedvall 1929 professor i kemisk teknologi vid Chalmers tekniska institut. 
Hans forskning gällde framför allt fasta tillståndets kemi, bland annat glasforskning, samt metalloxiders kemi. Han var en av de första att inse att kemiska reaktioner kan äga rum i och mellan fasta ämnen och har utfört fundamentala undersökningar av sådana fenomen.
Han blev ledamot av Ingenjörsvetenskapsakademien 1935, av Vetenskapsakademien 1941, av Fysiografiska Sällskapet i Lund 1945, samt av Finska Vetenskapsakademien 1957.
Hedvall mottog Göteborgs stads förtjänsttecken den 3 juni 1949.
Hedvall har även författat skrifter om kemiska aspekter på arkeologi och byggnadsminnesvård.

## Utmärkelser
- Kommendör av Nordstjärneorden (KNO)
- 1952: Hedersmedlemskap i Gesellschaft Deutscher Chemiker[6]
- 1958: Kommendör av Förbundsrepubliken Tysklands förtjänstorden (KTyskRFO)

## Källa
- De Kungliga Svenska Riddarordnarna: 1958/59. Uppsala: Almqvist & Wiksell. 1958. sid. 124